# خوليو بابلو رودريغيز
خوليو بابلو رودريغيز (بالإسبانية: Julio Rodríguez Cristóbal)‏ (9 أغسطس 1977 في الأوروغواي - ) هو لاعب كرة قدم أوروغواني في مركز الوسط. شارك مع منتخب الأوروغواي لكرة القدم. أما مع النوادي، فقد لعب مع إنتشون يونايتد وديفينسور سبورتينغ وريال إسبانيا وغريميو بورتو أليغرينزي ومونتيفيديو واندررز ونادي بونتي بريتا وناسيونال مونتيفيديو وديبورتيفو مالدونادو وHuracán Buceo ‏ وديبورتيس أنتوفاغاستا وألكي لارانكا ‏ وسنترو أتلتيكو فينكس ‏.

## وصلات خارجية
- خوليو بابلو رودريغيز على موقع قاعدة بيانات كرة القدم.إي يو (الإنجليزية)
- خوليو بابلو رودريغيز على موقع ناشيونال فوتبول تيمز (الإنجليزية)
- خوليو بابلو رودريغيز على موقع Soccerway.com (الإنجليزية)